# Johanna-nektármadár
A Johanna-nektármadár (Cinnyris johannae) a madarak osztályának verébalakúak (Passeriformes) rendjébe, ezen belül a nektármadárfélék (Nectariniidae) családjába tartozó faj.

## Rendszerezése
A fajt Jules Verreaux és Édouard Verreaux írták le 1851-ben. Sorolták a Nectarinia nembe Nectarinia johannae néven is.

## Alfajai
- Cinnyris johannae fasciatus (Jardine & Fraser, 1852)
- Cinnyris johannae johannae J. Verreaux & E. Verreaux, 1851[2]

## Előfordulása
Angola, Dél-Szudán, Elefántcsontpart, Egyenlítői-Guinea, Kamerun, a Kongói Demokratikus Köztársaság, a Kongói Köztársaság, a Közép-afrikai Köztársaság, Gabon, Ghána, Guinea, Libéria, Mali, Nigéria, Szenegál, Sierra Leone és Szudán területén honos. 
Természetes élőhelyei a  szubtrópusi és trópusi síkvidéki esőerdők, valamint ültetvények és vidéki kertek. Állandó, nem vonuló faj.

## Megjelenése
Testhossza 14 centiméter.
|  |

## Természetvédelmi helyzete
Az elterjedési területe rendkívül nagy, egyedszáma ugyan csökken, de még nem éri el a kritikus szintet. A Természetvédelmi Világszövetség Vörös listáján nem fenyegetett fajként szerepel.